# Gare de Kurtzenhouse
Gare de Kurtzenhouse vasútállomás Franciaországban, Kurtzenhouse településen.

## Vasútvonalak
Az állomást az alábbi vasútvonalak érintik:
- Vendenheim–Wissembourg-vasútvonal

## Kapcsolódó állomások
A vasútállomáshoz az alábbi állomások vannak a legközelebb:
- Gare de Weyersheim (Gare de Strasbourg)
- Gare de Bischwiller (Gare de Haguenau)